# Jean-Baptiste Charles Bouvet de Lozier

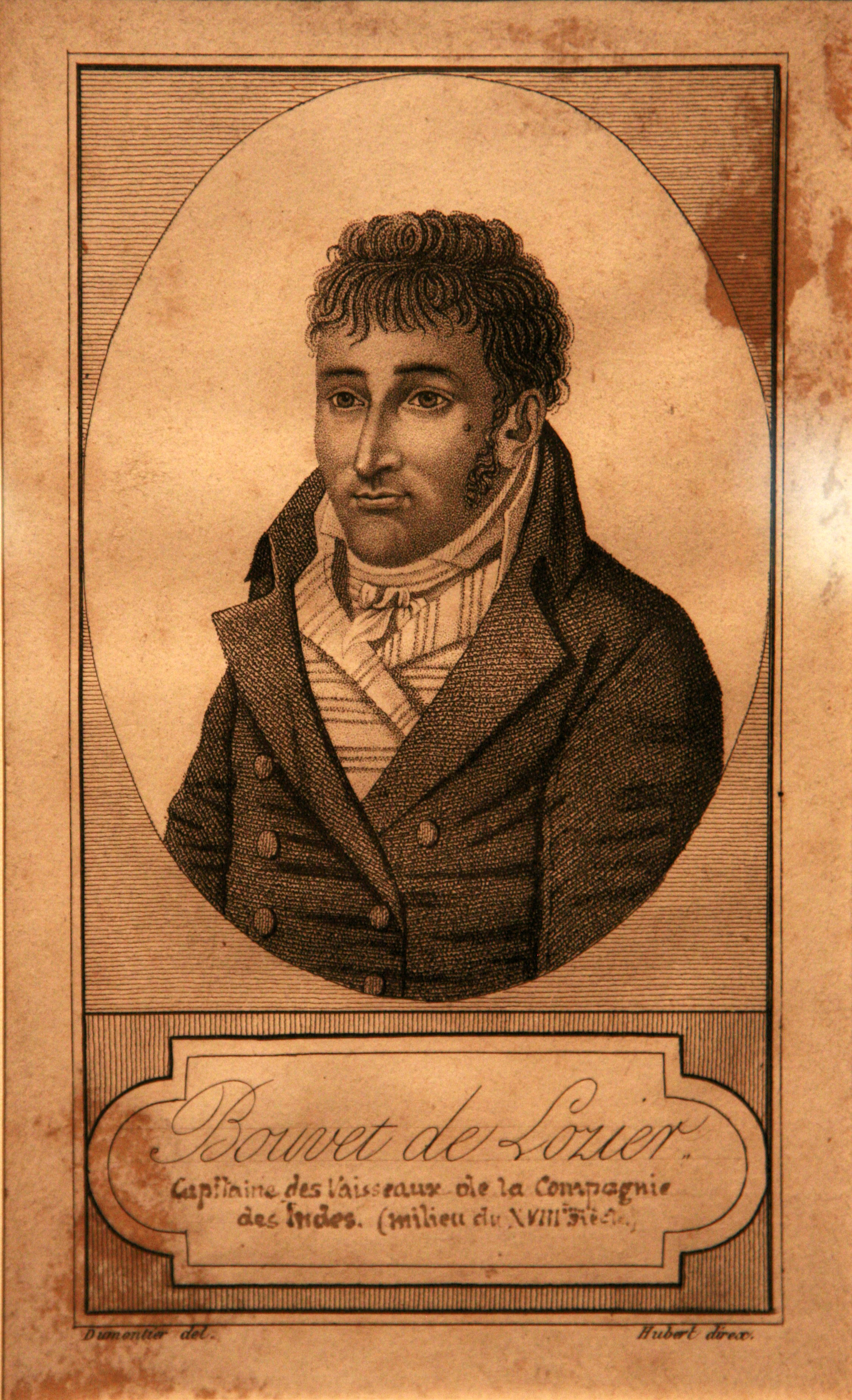
Jean-Baptiste Charles Bouvet de Lozier, Kupferstich

Jean-Baptiste Charles Bouvet de Lozier (* 14. Januar 1705 aus der Gegend um Pleudihen-sur-Rance; † 1786 in Saint-Malo) war ein französischer Seefahrer und Forscher.

## Leben und Wirken
Nach Studien der Navigation wurde er 1731 Leutnant der französischen Indienkompanie Kompanie beider Indien, Compagnie des Indes. 1733 schlug er der Compagnie eine Expedition vor, die aus einer Fregatte und einem größeren Handelsschiff bestehen sollte, um in der Südsee Land zu finden, auf dem die eigenen Ostindienfahrer Unterschlupf und Versorgungsmöglichkeiten finden könnten. Nicht gerade bescheiden bestand er darauf, zum Gouverneur jeder seiner zukünftigen Entdeckungen gemacht zu werden.
Am 19. Juli 1738 stach er mit den Schiffen Aigle und Marie von Lorient aus in See und nahm Kurs auf die Santa Catarina Island vor der Küste Brasiliens. Er traf dort im Oktober ein, rüstete sich wieder aus und verließ die Insel einen Monat später mit Kurs Südost. Im Dezember stand er am 45. Breitengrad, sichtete aber nach tagelangem Nebel nichts als einen Eisberg, später Pinguine, die er als „Enten ähnlich, aber mit Flossen“ beschrieb.
Ende Dezember war er im Südatlantik zwischen Eisbergen, 1600 Meilen von jedem bewohnten Land. Am 1. Januar 1739, um 3 Uhr nachmittags trat ein „sehr hohes schneebedecktes Land“ aus dem Nebel hervor. Er hielt es für ein Vorgebirge des Südkontinents Terra Australis und nannte es nach dem Tag der Entdeckung, dem Fest der Beschneidung Christi, Cap de la Circoncision.

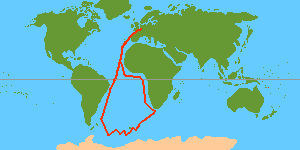
Reiseroute von Charles Bouvet

Nachdem er zwölf Tage lang nicht landen konnte und seine Mannschaft von Skorbut befallen war, fuhr er nach Osten weiter, bis er wegen der Erkrankungen aufgeben musste. Am 5. Februar trennten sich die beiden Schiffe und Mr. Hay nahm mit der Aigle Kurs zur „Isle de France“ (Mauritius). Mr. Bouvet traf am 24. Februar mit der Marie ohne Verlust eines Mannes am Kap der Guten Hoffnung ein und war am 24. Juni wieder in Lorient. Seine Auftraggeber musste er informieren, dass ein Südkontinent zum Pol hin liegen müsse und für Versorgungsmöglichkeiten daher nicht in Frage komme.
Eine knappe Beschreibung der Expedition befindet sich auf einer Seekarte vom 5. September 1739 aufbewahrt in der Bibliothèque nationale de France.
Obwohl selbst von seiner Fahrt enttäuscht, wurde Bouvet bewundert und geehrt. Zweimal, 1750–1752 und 1757–1763, war er Gouverneur von Réunion und 1750–1756 von Mauritius. Das von ihm entdeckte Land wurde später Bouvetinsel genannt; eines der nördlichen Kaps der Insel heißt Kap Circoncision.